# Hellbound – Hellraiser II
Hellbound – Hellraiser II ist die erste Fortsetzung von Hellraiser – Das Tor zur Hölle und kam 1988 in die Kinos. Regie führte Tony Randel.
In Deutschland erschien der Film am 6. Juli 1989, um 11 Minuten gekürzt.

## Inhalt
Nach den Ereignissen des ersten Teils erwacht Kirsty Cotton in einer psychiatrischen Klinik, die von Dr. Philip Channard geführt wird. Dieser will die Geheimnisse des Würfels und der Zenobiten ergründen, denen er seit Jahren nachforscht. Aus diesem Grund opfert er einen seiner Patienten, der offenkundig an einem Dermatozoenwahn leidet und sich mit einem ausgehändigten Rasiermesser sowohl den Oberkörper als auch den eigenen Intimbereich aufschlitzt, an die Zenobiten. Dabei liegt der geistesgestörte Mr. Browning, so der Name des Patienten, auf jener Matratze, auf welcher einst Julia Cotton starb. Durch den daraus resultierenden Blutfluss auf der Matratze beginnt die gehäutete Julia, die aus der Hölle aufsteigt, sich einen neuen vor Blut triefenden Körper zu bilden, wobei sie von Channard in ihrer Materialisierung unterstützt wird. Mit ihrer Hilfe will der Gehirnchirurg die Hölle erforschen. 
Im Untergeschoss der Nervenheilanstalt befinden sich im weitläufigen Heizungskeller, den man mit einem Aufzug erreicht, die Gummizellen für schwer geistesgestörte Patienten in Zwangsjacken, die dort, von der Gesellschaft verstoßen, weggesperrt werden. Für eine übersinnliche Hauttransplantation hält sich Doktor Channard für die hautlose Julia auf dem Dachboden seiner Villa lebende Opfer und entstellte Leichen, die mit Ketten gefesselt an der Zimmerdecke hängen. Kirsty möchte ihren getöteten Vater aus der Hölle befreien, von dem sie meint, einen Hilferuf erhalten zu haben. Als der Psychiater schließlich die Pforten der Hölle öffnet, macht sich Kirsty zusammen mit der begabten, jedoch anfangs stummen Tiffany, einer weiteren Patientin von Dr. Channard, die sich unentwegt mit komplizierten Puzzle-Spielen beschäftigt, auf den Weg, ihren Vater zu befreien. Als die zwei Damen durch sich aufschiebende Zimmerwände die dunkle Unterwelt betreten und die diesseitige Wirklichkeit hinter sich lassen, erstrecken sich vor ihnen unheimliche Dungeons und windige Labyrinthe, durch die sie irren. In einem Saal dieser rätselhaften Dimension lodern Flammen, es brennen Kerzen und nackte Frauen winden sich unter halbdurchsichtigen Tüchern. In der Ferne hört man ein kleines Kind weinen. Zwischendurch findet sich das Mädchen Tiffany in einem Spiegelkabinett wieder. Dabei geraten die beiden jungen Frauen in einen Albtraum, währenddessen sie von den Bewohnern der Hölle genarrt und von ihren Gegnern und den Zenobiten verfolgt werden. Zusammen erforschen die grausamen Zenobiten, die mit meterlangen Eisenketten, an deren Enden spitze Haken hängen, um sich werfen, Gegensatz und Einheit von süßer Lust und schrecklichem Leid, von Freude und Schmerz, ob körperlich oder seelisch, wie ein bizarres Ensemble des Sadomasochismus. Als Doktor Channard in einer Folterkammer zu einem Zenobit transformiert wird, als blaugesichtiges Wesen mit glitschigen Tentakeln und zerschnittenem Schädel, nähert sich das Unheil seinem Finale.

## Synchronisation
Die deutsche Synchronfassung entstand bei der Cinephon, Berlin. Arne Elsholtz schrieb das Dialogbuch und Peter Baumgartner führte Regie. Da die ursprüngliche Kinofassung stark gekürzt war, wurden 2017 die fehlenden Teile nachsynchronisiert. Dafür war das CSC-Studio in Hamburg zuständig. Dr. Gerd Naumann übernahm Buch und Regie.
| Rolle                                   | Darsteller      | Synchronsprecher                              |
| --------------------------------------- | --------------- | --------------------------------------------- |
| Julia Cotton                            | Clare Higgins   | Alexandra Lange                               |
| Kirsty Cotton                           | Ashley Laurence | Maud Ackermann Nachsynchro: Melanie Isakowitz |
| Tiffany                                 | Imogen Boorman  | Dorette Hugo Nachsynchro: Josephine Schmidt   |
| Frank Cotton                            | Sean Chapman    | Thomas Wolff Nachsynchro: Thomas Schmuckert   |
| Dr. Philip Channard / Channard Cenobite | Kenneth Cranham | Lothar Blumhagen                              |
| Pinhead                                 | Doug Bradley    | Helmut Krauss                                 |
| Kyle MacRae                             | William Hope    | Udo Schenk                                    |

## Hintergrund
- Der Film spielte in den USA über 11 Millionen Dollar ein.[4] Hellraiser II wurde in den britischen Pinewood Studios westlich von London gedreht.[5]
- Direkt nach Erscheinen des ersten Hellraiser-Films 1987 stand die Filmcrew unter dem Druck, umgehend eine Fortsetzung zu drehen, die den Qualitätsansprüchen des ersten Teils genügt und schließlich ein Jahr später, an Weihnachten 1988, in den amerikanischen Kinos startete. In Hellraiser II kommen mehr Spezialeffekte zum Einsatz als im ersten Film, zur Darstellung der dunklen Unterwelt rund um die Zenobiten.
- Pinhead erscheint in diesem Teil kurz in seiner einst menschlichen Gestalt des Captain Elliot Spencer, einem britischen Armee-Offizier und Vertreter der Lost Generation, dem aus unklaren Gründen der golden verzierte Spielwürfel in die Hände fällt. Wurde die Figur des Pinhead, gespielt von Schauspieler Doug Bradley, im ersten Hellraiser-Teil erst gegen Ende des Films eingeführt, nimmt der bleiche Nagelkopf mit seinem grotesken Gefolge, den Zenobiten, im zweiten Film deutlich mehr Spielraum ein. Dabei erfährt der Zuschauer andeutungsweise, wie sich der Mensch Elliot Spencer ehemals in das Schauerwesen Pinhead verwandelte, indem eine Szene zeigt, wie Elliot Spencer von bösen Mächten die charakteristischen Nägel in seinen Schädel getrieben bekommt. In Hellraiser III werden die biographischen Hintergründe von Pinhead noch tiefer ausgeführt.
- Auf kunstvolle Art verwendet Hellraiser II, genau wie der erste Teil, etliche für sich stehende morbide Motive, zum Beispiel sieht man medizinische OP-Eingriffe mit Skalpell und einen Säugling mit zugenähten Lippen. An anderer Stelle jongliert ein weiß geschminkter Harlekin, der aus den leeren Augenhöhlen blutet, mit seinen Augäpfeln. Dabei berichtet die Filmhandlung lose von der Mythologie des Leviathan, in Gestalt einer spitzen diamantförmigen Skulptur, die zum Schluss in der labyrinthartigen Hölle überdimensional am bleiern bewölkten Himmel schwebt, als Ausformung der Puzzle-Box Lament Configuration (auf Deutsch ungefähr: Ausgestaltung des Wehklagens).
- Da Doug Bradley früher Theaterschauspieler gewesen war, verfügt er über eine sprachgewandte Eleganz, die Bradley in die Figur Pinhead, die sich häufig in kryptischen und halb philosophischen Sätzen ausdrückt, einfließen lassen konnte.[6]
- Wegen des Börsenkrachs am Schwarzen Montag im Oktober 1987 verlor die Produktionsfirma New World Pictures ein Viertel des geplanten Budgets, weshalb die Filmcrew aus Kostengründen zwei ursprünglich im Drehbuch vorgesehene Szenen nicht drehen konnte, zum Beispiel der Besuch von Offizier Elliot Spencer, der später zur Schreckgestalt Pinhead wird, auf einem indischen Straßenbasar, wo Spencer in den 1920er Jahren den goldenen Zauberwürfel entdeckt. Für diese Szene hätte die Crew kostspielige Kulissen bauen müssen. Das Fehlen dieser Handlungselemente erschwert es dem Zuschauer, die ohnehin komplexe Geschichte in Hellraiser II näher zu verstehen.[7][8]
- Während der Dreharbeiten erlitt der im Mai 1958 in West-Deutschland geborene Schauspieler Nicholas Vince, der den Zenobit mit den klappernden Zähnen namens Chatterer spielt, eine Verletzung, als hinter ihm eine schwarze Säule stand, die sich um die eigene Achse drehte, mit Eisenketten bestückt war und an der später der tote Zenobit Chatterer hängt. Als Darsteller Vince zum Schreien, wie es das Drehbuch für diese Szene vorschrieb, den Mund weit öffnete, verfing sich ein 30 Zentimeter langer Metallhaken der drehenden Säule in seinem Mundwinkel. Bei diesem Unfall lief keine Kamera mit, sonst hätte das Team, wie Schauspieler Nicholas Vince in einem Videointerview versicherte, das im Bonusmaterial der Blu-ray-Box der Hellraiser-Trilogie enthalten ist, diese Aufnahmen für den Film spontan verwendet.[9][10] Im Gegensatz zum Masken-Design des ersten Films besitzt die Figur Chatterer im zweiten Hellraiser-Film zwei verkniffene Augen.
- Im ersten Hellraiser-Film spielte Grace Kirby, die Cousine von Schöpfer Clive Barker, den weiblichen Zenobit. Wegen der aufwendigen Masken, die jedes Mal in einer mehrstündigen Prozedur den Schauspielern angelegt werden mussten, war Grace Kirby nicht bereit, diese Rolle erneut zu verkörpern, weshalb im zweiten Hellraiser-Film die Schauspielerin Barbie Wilde für sie einsprang, die ungefähr dieselbe Statur besaß wie Kirby. Da Barbie Wilde beim ersten Anblick der Zenobiten-Figur Chatterer sehr verängstigt war, wollte sich die Darstellerin anfangs nicht verpflichten lassen. Erst nach gutem Zureden ihres Agenten willigte Wilde ein, die Rolle zu übernehmen. Im Gegensatz zu ihrer hohlwangigen Vorgängerin Grace Kirby, die ausgeprägte Wangenknochen hatte, besaß Wilde ein eher rundes pausbackiges Gesicht.[11]
- Die Filmmusik des Komponisten Christopher Young wurde von den Münchner Symphonikern unter Leitung von Dirigent Kurt Graunke eingespielt. Für die erste Hellraiser-Fortsetzung komponierte Young eine stürmische und pompöse Orchestermusik in Doppel-Forte, mit triumphalem Chorgesang, überwältigenden Waldhörnern und schmetternder Perkussion.[12] Von dem Kammerchor Pro Musica Seria aus München stammt der imposante Chorgesang. Zuvor hatte Young bereits den Soundtrack für den zweiten Freddy-Krueger-Horrorfilm Nightmare II – Die Rache von 1985 geschrieben. 1991 arbeiteten die Münchner Symphoniker unter dem Namen Graunke Symphony Orchestra für die Filmmusik des Psychothrillers Das Schweigen der Lämmer mit dem Komponisten Howard Shore zusammen.
- Für die Szene, in der die tote Julia Cotton als Königin des Bösen auf der blutgetränkten Matratze aufersteht, drehte das Team mit Kalkül zahlreiche unterschiedliche Einstellungen, da sich die Crew bewusst war, dass die Zensoren mit Sicherheit einige Minuten an Bildern aus dem fertigen Film herausschneiden werden. Jahre danach erfuhr Schauspieler Kenneth Cranham, der ein bühnenerfahrener Mime von Theaterstücken aus der Feder von William Shakespeare ist, von japanischen Videokopien von Hellraiser II mit sämtlichen Einstellungen dieser extrem blutigen Matratzen-Szene. In Bezug auf diese Editionen erklärt Cranham amüsiert in dem Dokumentarfilm The Doctor is in, der sich im Bonusmaterial der Blu-ray-Box der Hellraiser-Trilogie befindet: „Da frage ich mich, warum die Leute so was sehen wollen. Das ist ja so, als würde man zusehen, wie Hasen gehäutet werden.“[13]
- In der Szene, in der Doktor Channard die komplett in weißer Mullbinde eingewickelte und darunter blutig gehäutete Julia Cotton küsst, befindet sich in dieser mumienhaften Verkleidung nicht Schauspielerin Clare Higgins, sondern als Double die südafrikanische Schauspielerin Deborah Joel, die als Skinless Julia unter den Schichten aus Latex und weißen Bandagen weiterhin eine grazile Figur besaß.[14]
- Die einzige offizielle deutsche VHS-Fassung ist gegenüber dem Original aufgrund der Zensur stark gekürzt. So fehlen in der Summe fast zehn Minuten, was das Nachvollziehen der erzählten Geschichte einschränkt. 2011 veröffentlichte BMV-Medien jedoch Hellraiser I und II ungekürzt auf Blu-ray.
- Sowohl im ersten als auch im zweiten Teil von Hellraiser spielt der Schauspieler Oliver Smith das bluttriefende Monster Frank. In Hellbound stellt Smith zudem den an Insektenwahn leidenden Patienten Mr. Browning dar.[15] Bei der Szene, in der sich Mr. Browning auf der blutgetränkten Matratze den Oberkörper aufschneidet, verwendete Darsteller Smith ein Messer mit abgestumpfter Klinge.[16]
- Den Charakter Dr. Philip Channard widmete Regisseur Tony Randel dem Mediziner Christiaan Barnard, dem im Dezember 1967 die weltweit erste Herztransplantation gelungen war. In dem fiktiven Nachnamen Channard verbirgt sich der Name des berühmten Chirurgen als Kurzform. Regisseur Randel gestaltete die Figur Dr. Channard als machtbewussten, überheblichen und gottähnlichen Menschen. Sein Drehbuchautor Peter Atkins dagegen wollte der Arztfigur den Namen Dr. Malahide geben, was chiffriert "schlechte Haut" bedeutet, in Anlehnung an die Figur Francis Dolarhyde, was wiederum "traurige Haut" heißt, in dem Roman Roter Drache von Schriftsteller Thomas Harris von 1981. Mit seinem Namensvorschlag konnte sich Atkins nicht durchsetzen.[17]
- Als sich Regisseur Tony Randel und Drehbuchautor Peter Atkins zum ersten Mal wegen einer Zusammenarbeit für Hellraiser II kennenlernten, entwickelte sich daraus eine Freundschaft, weshalb Regisseur Randel seinen Sohn auf den zweiten Vornamen Peter taufen ließ, nach Drehbuchautor Peter Atkins.[18]
- Bei den Dreharbeiten für die Szene, in der Doktor Channard als verwunschener Zenobit durch ein Fenster in den Krankensaal der Psychiatrie einschwebt und dabei mit seinem Kopf an einem meterlangen Gebilde hängt, das wie ein gigantischer Penis aussieht, zog sich Schauspieler Kenneth Cranham eine schmerzhafte Nackenverletzung zu, als dem Spezialeffekte-Team zur Steuerung des Flugkorsetts ein Fehler unterlief, woraufhin der weitere Dreh für die Flugsequenz verschoben werden musste. „Sie zogen mir also den Kopf fast aus dem Rumpf und ich konnte einige Zeit nicht arbeiten“, erinnert sich Cranham in dem Dokumentarfilm The Doctor is in an den Unfall. In dem Dokumentarfilm attestiert Cranham dem Film Hellraiser II einen durchaus bösen Geist (auf Englisch: „a whiff of evil“) und dass viele Menschen unter den Horrorfilm-Fans, die „von der Gesellschaft beiseite geschoben wurden“, sich wohl deshalb mit der seltsamen Bande der Zenobiten identifizieren.
- Eine unvollendete Szene, die es nicht in die endgültige Fassung des Horrorfilms schaffte, zeigt Pinhead und den weiblichen Zenobit, gespielt von Schauspielerin Barbie Wilde, verkleidet als Chirurgen in blauen OP-Kitteln und mit weißen medizinischen Gesichtsmasken im Untergeschoss der Psychiatrie, wo Kirsty Cotton und das stumme Mädchen Tiffany durch die Zenobiten in Bedrängnis geraten. Im Bonusmaterial der Blu-ray-Box von Hellraiser I-III ist diese „Entfernte Szene“ archiviert enthalten.
- Nachdem der britische Filmkritiker Barry Norman, der von 1972 bis 1998 für das Fernsehen der BBC ein Filmmagazin moderierte, den ersten Hellraiser-Film 1987 gründlich verrissen hatte, da Norman allgemein das Genre Horrorfilm ablehnte, worüber sich die Filmcrew äußerst geärgert hatte, lud das Team den TV-Journalisten zu einem persönlichen Gespräch am Rande der Dreharbeiten zur Hellraiser-Fortsetzung ein. Dabei erlaubte sich die Filmcrew einen Spaß, indem Schauspieler Doug Bradley vollständig als Pinhead kostümiert den Fernseh-Moderator empfing, was den Filmkritiker Barry Norman zutiefst irritierte. Anschließend erkundigten sich Autor Clive Barker und Produzent Christopher Figg bei ihm in einem kontroversen Streitgespräch, warum Barry Norman grundsätzlich Horrorfilme nicht sachlich rezensieren kann. Nach dieser Begegnung berichtete TV-Moderator Norman fortan wohlwollender über das Hellraiser-Franchise.[19]
- Im November 2014 wurde der Film in Deutschland von der Bundesprüfstelle für jugendgefährdende Medien vom Index gestrichen.[20]
- Am 26. Juli 2018 kam eine restaurierte Fassung in die Kinos.[21]
- Im wirklichen Leben kämpfte die Schauspielerin Imogen Boorman, die in der Rolle der stummen blonden Tiffany zu sehen ist, jahrelang mit Alkoholproblemen und geriet dadurch zwischen 2006 und 2009 mehrmals mit dem Gesetz in Konflikt.
- Ursprünglich sollte Michael McDowell die Regie bei Hellraiser II führen, dieser sagte jedoch ab und die Wahl fiel danach auf Tony Randel als Regisseur.[22]
- In den USA lief Hellraiser II an Weihnachten 1988 in den Kinos an, was bei Regisseur Tony Randel für großen Unmut sorgte. Da sich die meisten Menschen an Weihnachten keine Horrorfilme anschauen, startete die Hellraiser-Fortsetzung deshalb von den Besucherzahlen her schlecht in den Lichtspieltheatern. Nach Meinung von Randel hätte der Film besser Anfang Januar 1989 in die Kinos kommen sollen.[23]
- Ein großer Fan der Hellraiser-Geschichten ist Schriftsteller Stephen King, der einst urteilte: „Ich habe die Zukunft des Horrors gesehen, sein Name ist Clive Barker.“ (auf Englisch: „I have seen the future of Horror, his name is Clive Barker.“)[24][25] Dabei verwendete King eine abgewandelte Formulierung, die als berühmtes Zitat auf den Musikjournalisten Jon Landau zurückgeht, der im Mai 1974 nach dem Besuch eines Konzerts von Bruce Springsteen über den amerikanischen Rockmusiker schrieb: „I saw rock and roll future and its name is Bruce Springsteen.“[26]
- Um das ausdrucksstarke Spiel seiner Kollegin Clare Higgins zu beschreiben, charakterisierte Schauspieler Kenneth Cranham sie als Mischung aus Charlotte Rampling und Peter Sutcliffe.[27][28]
- In der Fortsetzung sollte wieder Schauspieler Andrew Robinson wie im ersten Hellraiser-Film die Figur Larry Cotton verkörpern. Allerdings war Darsteller Robinson mit dem Plot nicht zufrieden, seiner Ansicht nach war seiner Rolle zu wenig Spielzeit in Hellbound eingeräumt worden. Hinzukommend wollte ihm die Produktionsfirma eine finanziell geringere Gage zahlen als für den ersten Hellraiser-Film, womit Robinson, der damals nicht Mitglied einer Schauspieler-Gewerkschaft war, nicht einverstanden war. Deshalb wurde die Rolle des Larry Cotton kurz vor Beginn der Dreharbeiten aus dem Drehbuch herausgestrichen.[29][30]
- In der Szene, in der die Königin des Bösen Julia Cotton aus der blutigen Matratze aufersteht, spritzt dem Arzt Dr. Channard etwas Blut ins Gesicht. An dieser Stelle saß Regisseur Tony Randel unter der Kamera und spritzte mit einer Pistole, die mit Kunstblut gefüllt war, dem Schauspieler Kenneth Cranham ins Gesicht.[31]
- Eine erste Fassung des Drehbuchs sah vor, das Zentrum der labyrinthartigen Hölle in Form einer schleimigen Bestie darzustellen, als Verkörperung des Leviathan in der Tradition der klassischen Kreaturen in den Geschichten von Schriftsteller H. P. Lovecraft. Stattdessen entschieden sich Regisseur Tony Randel und Drehbuchautor Peter Atkins, das Zentrum der Hölle als geometrische diamantförmige und am dunklen Himmel schwebende Skulptur abzubilden.[32]
- Wenn Kirsty Cotton und Tiffany den stürmischen Katakomben der Hölle entkommen und in einem gelben Krankenzimmer landen, hängt in diesem Zimmer an einer Wand das Bild Tag und Nacht des niederländischen Künstlers M. C. Escher von 1938, das sich mit optischer Täuschung und Metamorphosen beschäftigt. In dem Bild ist ein schwarz-weißer fliegender Schwarm von Gänsen zu sehen. Dieses Escher-Bild wird öfter im Film als zusammengesetztes Puzzle eingeblendet, etwa als sich Tiffany mit schwierigen Rätselklötzen beschäftigt.
- Hellbound: Hellraiser II war einer der letzten Spielfilme, der handwerklich hergestellte Kostüme, Masken und Puppen mit Stop-Motion-Tricktechnik zum Einsatz brachte und nur wenige Computer-Animationen verwendete.
- Am Ende des Films sieht man eine sich drehende schwarze "Säule der Seelen" (auf Englisch: Pillar of Souls) mit den Gesichtern von Pinhead und eines vollbärtigen Landstreichers mit Heuschrecken im Gesicht. In dieser Szene sind die Gesichter von Maskenbildner John Cormican als Landstreicher und als gehäutete Julia sowie Maskenbildner Geoffrey "Geoff" Portass als Pinhead zu sehen, die geschminkt und maskiert durch diese Säule blicken. Für die Insekten engagierte das Filmteam einen Heuschreckenzüchter.[33]
- Die US-amerikanische Band Queensrÿche verwendet in ihrem größten Erfolg Silent Lucidity einige Samples aus dem Film.[34]

## Kritiken
Trotz seines Erfolges bei Genrefans fielen die Kritiken zum Film eher schlecht aus:
Roger Ebert, der sich in der Chicago Sun-Times bereits zu Teil 1 überaus negativ äußerte, kritisierte, dass auch Hellraiser II u. a. „gegen Grundregeln einer Storykonstruktion verstoße“.

„Alles in allem enthält Hellraiser II dieselbe Art von Surrealismus wie der erste Teil, treibt ihn sogar noch weiter, was jedoch auf Kosten des Plots geschieht. Wem dies nichts ausmacht, wird von diesem B-Movie begeistert sein.“

„Ein effektüberladener Horrorfilm, der in eine unlogische Blutorgie mit zahlreichen Geschmacklosigkeiten abgleitet. Auch für hartgesottene Genre-Fans an der Grenze des Erträglichen.“

„‚Hellbound – Hellraiser II‘ ist ein opulentes Gothic-Abenteuer, das mutig die Ideen der Literatur- und Filmvorlage weiterführt.“

„Trotz aller vordergründigen Blutexzesse stellen die Hellraiser-Filme auch einen der wirklich phantasievollen und innovativen Einstiege in das Genre dar. Die äusserst blutigen und realistischen Spezial-Effekte, welche in der deutschen Fassung erheblich gemindert sind, sind neben der von vielen Produktionsdesignern hergestellten Höllenwelt die optischen Höhepunkte des zudem noch sehr spannenden zweiten Teils.“

## Auszeichnungen
- Komponist Christopher Young gewann 1990 einen Saturn Award für seine Filmmusik. In den Kategorien  Bester Horrorfilm und Beste Nebendarstellerin (Clare Higgins) wurde Hellbound – Hellraiser II ebenfalls für den Preis nominiert, konnte dort das Rennen jedoch nicht für sich entscheiden.
- Für den International Fantasy Film Award erhielt der Film eine Nominierung als Bester Film.

## Zitate aus dem Film
- „Jetzt wird gespielt. Aber wenn du uns noch einmal reinlegst, Kind, dann wird das Maß deiner Qual sogar in der Hölle zur Legende werden.“

(Zenobiten-Anführer Pinhead zu seinem Opfer Kirsty Cotton)
- „Nein, es sind nicht Hände, die uns riefen. Es ist Begierde.“

(Pinhead, als Tiffany den Zauberwürfel richtig zusammenfügt und damit die Zenobiten heraufbeschwört)
- „Zwar sind die Gehirnbahnen deutlich erkennbar und die Gehirnwellen sind auf trügerische Weise wahrnehmbar. Doch warum dies alles so ist, das wissen wir nicht. Die Geheimnisse sind noch immer nicht enträtselt […] Aber wir als Erforscher des menschlichen Geistes müssen unsere Kraft dafür einsetzen, weiterzugehen.“

(Chirurg Dr. Channard während einer Gehirn-Operation an einer Patientin)
- „Glauben Sie mir oder bin ich verrückt?“ – „Also dieses Wort pflegen wir hier nicht zu benutzen, Kirsty. Aber ich denke, dass wir über einiges sprechen sollten.“

(Dialog zwischen Patientin Kirsty Cotton und Arzt Dr. Channard)